# Apalis pitgroga
L'apalis pitgroga o apalis pitgroc (Apalis flavida) és una espècie d'ocell passeriforme que pertany a la família Cisticolidae pròpia de l'Àfrica subsahariana.

## Taxonomia
Va ser descrit científicament el 1852 per l'ornitòleg anglès Hugh Edwin Strickland amb el nom binomial de Drymoeca flavida. Posteriorment va ser traslladat al gènere Apalis.
Es reconeixen nou subespècies:
- A. f. viridiceps Hawker, 1898 - es troba al nord-est d'Etiòpia i al nord-oest de Somàlia;
- A. f. flavocincta (Sharpe, 1882) - present de l'est de Sudan del Sud i nord d'Uganda al sud de Somàlia i nord-est de Kenya;
- A. f. caniceps (Cassin, 1859) - s'estén des del Senegal i Gàmbia a l'oest de Kenya i nord d'Angola;
- A. f. abyssinica Érard, 1974 - localitzada al sud-oest d'Etiòpia;
- A. f. pugnax Lawson, 1968 - ocupa l'oest i centre de Kenya;
- A. f. golzi (Fischer, GA & Reichenow, 1884) - es distribueix des de les muntanyes Taita (sud-est de Kenya) al centre de Tanzània i Ruanda;
- A. f. neglecta (Alexander, 1899) - s'estén des de l'est d'Angola al sud-est de Kenya i l'est de Tanzània i fins a Moçambic i el nord de Sud-àfrica pel sud;
- A. f. flavida (Strickland, 1853) - es troba des de l'oest d'Angola i el nord de Namíbia fins al nord-oest de Zimbàbue;
- A. f. florisuga (Reichenow, 1898) - localitzada al sud-est de Sud-àfrica.

## Distribució i hàbitat
S'estén per les sabanes i boscos secs de la major part de l'Àfrica subsahariana, estant absent només dels boscos tropicals densos i les zones més àrides.